# Buzara gestroi
Buzara gestroi là một loài bướm đêm trong họ Erebidae.